# Gzhélien
Stratigraphie
Kazimovien Assélien
Cisuralien
Le Gzhélien est un étage stratigraphique du Carbonifère. Il est le dernier l'étage du Pennsylvanien, seconde sous-période du Carbonifère, et est précédé par le Kasimovien et suivi par l'Assélien, ce dernier étage étant inclus dans le Permien. Le Gzhélien s'étend de 303,7 ± 0,1 à 298,9 ± 0,2 millions d'années,.

## Nom et historique
Le Gzhélien a été nommé d'après la translittération anglaise du nom du village russe de Gjel (russe : Гжель) situé dans l'arrondissement de Ramenskoïe proche de Moscou, et localité-type de l'étage, défini en 1890 par le géologue Sergueï Nikolaevitch Nikitine (ru) (1851-1909).

## Définition et point stratotypique mondial
| Permien                                            | Cisuralien                  | Assélien     | plus récent    |
| Carbonifère                                        | Pennsylvanien cf. Silésien  | Gzhélien     | 303.7 – 298.9  |
| Carbonifère                                        | Pennsylvanien cf. Silésien  | Kasimovien   | 307.0 – 303.7  |
| Carbonifère                                        | Pennsylvanien cf. Silésien  | Moscovien    | 315.2 – 307.0  |
| Carbonifère                                        | Pennsylvanien cf. Silésien  | Bashkirien   | 323.4 – 315.2  |
| Carbonifère                                        | Mississippien cf. Dinantien | Serpukhovien | 330.3 – 323.4  |
| Carbonifère                                        | Mississippien cf. Dinantien | Viséen       | 346.7 – 330.3  |
| Carbonifère                                        | Mississippien cf. Dinantien | Tournaisien  | 358.86 – 346.7 |
| Dévonien                                           | Supérieur                   | Famennien    | plus ancien    |
| Subdivision du Carbonifère selon l'ICS, août 2018. |                             |              |                |

En 2012, le point stratotypique mondial (PSM) pour le Gzhélien n'est pas déterminé. Les deux localités candidates pour le PSM sont la coupe Usolka en Russie et Nashui, dans le sud de la Chine. La coupe Usolka se trouve le long de la rivière éponyme, affluent de la Belaïa, environ 120 kilomètres au sud-est de Oufa et 60 kilomètres au nord-est de Sterlitamak, dans le sud de l'Oural en Russie. L'autre coupe candidate, Nashui, est dans le district de Luodian, dans le sud de la province chinoise de Guizhou. 